# エンリコ・ベッチ
エンリコ・ベッチ（Enrico Betti、1823年10月21日 - 1892年8月11日）は、イタリアの数学者である。
1871年に書かれ、後にベッチの名前を取ってベッチ数と呼ばれることになる概念を導いた、位相幾何学に関する論文で有名である他、方程式論の研究も行いガロア理論に初期の説明を与えた。
物理学（構造力学）の研究もあり、弾性体理論の定理である相反作用の定理を発見した。

## 人物
トスカーナ州ピストイアで生まれ、1846年にピサ大学を卒業した。
非常勤講師を務めた後、1857年から常勤となった。1858年、フランチェスコ・ブリオスキやフェリーチェ・カゾラーティとともにヨーロッパを旅し、ベルンハルト・リーマンと面会した。
後年ベッチは、リーマンにより創始された理論物理学の分野でも研究を行った。

## 研究
- Opere matematiche di Enrico Betti, pubblicate per cura della R. Accademia de' lincei (2vols.) (U. Hoepli, Milano, 1903-1913)
- E. Betti, Sopra gli spazi di un numero qualunque di dimensioni, Ann. Mat. pura appl. 2/4 (1871), 140-158.  ISSN  0373-3114 (Betti's most well known paper)

## 関連文献
- Carruccio, Ettore (1970–1980). “Betti, Enrico”. Dictionary of Scientific Biography. Vol. 2. New York: Charles Scribner's Sons. pp. 104–106. ISBN 978-0-684-10114-9.